# Son en Breugel
Son en Breugel es un municipio de la provincia de Brabante Septentrional, en los Países Bajos, localizado en la bailía de Bolduque, dentro del área metropolitana de Eindhoven. El 30 de abril de 2017 contaba con una población de 16.704 habitantes, sobre una superficie de 26,51 km², de los que 0,56 km² corresponden a la superficie ocupada por el agua, con una densidad de 644 h/km². 
Son en Breugel se formó a partir de dos localidades distintas: Son, y Breugel, aldeas fundadas entre los siglos XII y XIV, y que fueron combinadas en una sola municipalidad durante el dominio de Napoleón.